# Go West (sång)
Go West är en discolåt skriven av Jacques Morali, Henri Belolo, Victor Willis som ursprungligen spelades in av discogruppen Village People, och släpptes på singel 1979. En annan berömd inspelning är en cover av synthpopgruppen Pet Shop Boys, släppt på singel den 6 september 1993 och som blev listetta i Tyskland och nådde höga listplaceringar i en rad andra europeiska länder.
I Village Peoples video till sången uppträder gruppen i sina speciella scenkläder, där var och en av medlemmarna motsvarar en amerikansk kulturell kliché. Pet Shop Boys gjorde en stiliserad video där uppmaningen var att lämna det kommunistiska Östeuropa för västerlandets frihet; gruppens medlemmar var iklädda uniformsliknande overaller och hjälmar.

## Svenskspråkig version
Kent Olsson skrev en text på svenska som heter Kom ut, vilken spelades in av After Dark och som högst nådde fjärdeplatsen på den svenska singellistan 2006.

## Listplaceringar

### Village People
| Lista (1978-1979) | Topplacering |
| ----------------- | ------------ |
| Nederländerna     | 29           |

### Pet Shop Boys
| Lista (1993)   | Topplacering |
| -------------- | ------------ |
| Tyskland       | 1            |
| Österrike      | 2            |
| Norge          | 5            |
| Frankrike      | 2            |
| Sverige        | 2            |
| Schweiz        | 2            |
| Australien     | 10           |
| Nya Zeeland    | 46           |
| Storbritannien | 2            |

### After Dark
| Lista (2006) | Topplacering |
| ------------ | ------------ |
| Sverige      | 4            |

## Hejaramsa
År 1994 spelade fotbollslagen Paris Saint Germain och Arsenal semifinal i Europeiska cupvinnarcupen. I första matchen i Paris spelades Pet Shop boys version som var populär vid tillfället. Parissupportrarna började sjunga "Allez Paris Saint Germain" över texten och låten har sedermera pekats ut som deras officiella kamplåt. Vid samma match svarade de engelska supportrarna med orden "One niil to the Arsenal" till samma melodi, eftersom de ledde med 1-0 vid tillfället. Låten har sedan tagits upp av flera lag, till exempel med orden We Love Eric Cantona som sjöngs av det engelska Manchester United FC:s hejarklack då fransmannen Eric Cantona spelade i Manchester United FC åren 1992-1997.

## Övrigt
- En version i framåt fredag hette "Film i Väst", och handlade om filmbolaget med samma namn [4].
- På Svenska idrottsgalan 2009 sjöng Peter Settman melodin med orden "Vi kan ta medalj igen", och syftade på att många sett sportåret 2008 som "mindre bra" för Sverige [5].